# Championnat d'Europe de football 1992
Navigation
Allemagne de l'Ouest 1988 Angleterre 1996
Le Championnat d'Europe de football 1992 est la neuvième édition du Championnat d'Europe de football, compétition organisée par l'UEFA et dont la phase finale, qui se déroule en Suède du 10 au 26 juin 1992, concerne huit équipes.
Le Danemark remporte le titre en battant l'Allemagne en finale sur le score de 2 buts à 0.
Cette édition est la dernière à utiliser le barème de la victoire à 2 points (la victoire à 3 points apparaissant à partir de la Coupe du monde 1994) .

## Présentation

### Stades
| Stade         | Ville      | Capacité           |
| ------------- | ---------- | ------------------ |
| Ullevi        | Göteborg   | 44 000 spectateurs |
| Råsunda       | Solna      | 40 000 spectateurs |
| Malmö Stadion | Malmö      | 30 000 spectateurs |
| Idrottsparken | Norrköping | 23 000 spectateurs |

### Nations participantes
| \| Göteborg Malmö Norrköping Solna \| Sites du Championnat d'Europe de football 1992. |
| Göteborg Malmö Norrköping Solna                                                       |

La phase finale, organisée en Suède entre le 10 juin et le 26 juin 1992, réunit huit nations. À l'exception de celle de la Suède, qualifiée d'office, toutes les équipes ont disputé la phase préliminaire. Cette édition est la dernière durant laquelle un gardien de but peut prendre le ballon de la main sur une passe en retrait volontaire d'un joueur de son équipe. L'interdiction faite au gardien dans ce type de cas, entrera en vigueur juste après cette compétition.
Le Danemark remporte un tournoi auquel il ne devait pas initialement participer. En effet, l'équipe du Danemark est repêchée peu de temps avant le début de la compétition pour remplacer celle de Yougoslavie, exclue pour cause de guerre et d'embargo, qui l'avait devancée d'un point au classement dans le groupe 4 de la phase éliminatoire. Jouant de manière totalement décomplexée, bénéficiant également d'une certaine dose de réussite, les Danois remportent l'Euro après avoir éliminé successivement la France, les Pays-Bas, et l'Allemagne, considérés comme les équipes favorites du Championnat d'Europe. Ce résultat a été acquis en l’absence de Michael Laudrup, qui avait décliné la sélection en raison d’un différend avec le sélectionneur.
L’équipe d'Union soviétique s’est qualifiée pour le tournoi mais le pays a été dissous six mois auparavant. L’équipe a finalement participé sous la bannière provisoire de la CEI (Communauté des États indépendants).
Ce tournoi est également marqué par une innovation annexe : il s’agit de la première grande compétition où le nom des joueurs figure au dos de leur maillot.

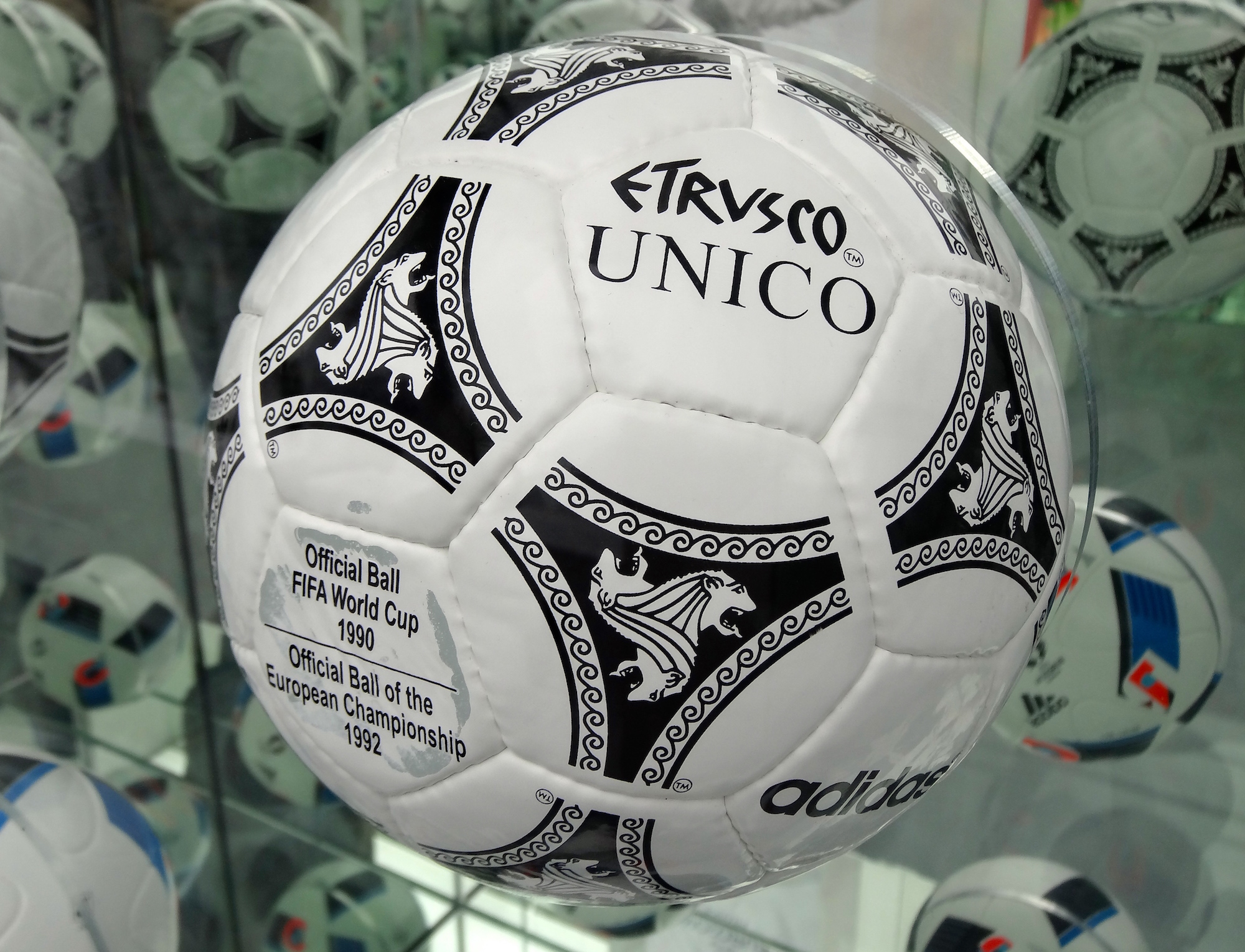
Le ballon de l'Euro 1992.

| Suède Angleterre France Danemark | Allemagne Pays-Bas CEI Écosse |

## Phase finale

### Premier tour

#### Groupe 1
Les deux favoris du groupe, la France et l'Angleterre, sont éliminés au profit de la Suède et du Danemark. La France, qui a réalisé une belle campagne en phase de qualifications, n'apparaît pas aussi convaincante. Elle fait match nul face à la Suède (1-1) et l'Angleterre (0-0) et perd contre le Danemark (1-2). Les Anglais réalisent le même parcours que la France.
| Groupe 1 |            |     |   |   |   |   |    |    |      |
|          | Équipe     | Pts | J | G | N | P | BP | BC | Diff |
| 1        | Suède      | 5   | 3 | 2 | 1 | 0 | 4  | 2  | +2   |
| 2        | Danemark   | 3   | 3 | 1 | 1 | 1 | 2  | 2  | 0    |
| 3        | France     | 2   | 3 | 0 | 2 | 1 | 2  | 3  | -1   |
| 4        | Angleterre | 2   | 3 | 0 | 2 | 1 | 1  | 2  | -1   |

| 10 juin | Suède      | 1 | 1 | France     |
| 11 juin | Danemark   | 0 | 0 | Angleterre |
| 14 juin | Angleterre | 0 | 0 | France     |
| 14 juin | Suède      | 1 | 0 | Danemark   |
| 17 juin | Suède      | 2 | 1 | Angleterre |
| 17 juin | Danemark   | 2 | 1 | France     |

##### 1rejournée
| 10 juin 1992                      | Suède        | 1 – 1 | France    | Råsunda, Stockholm                             |                                                |
| 20:15 · Historique des rencontres | Eriksson 24e |       | Papin 58e | Spectateurs : 29 860 Arbitrage : Alexey Spirin | Spectateurs : 29 860 Arbitrage : Alexey Spirin |
| 20:15 · Historique des rencontres | (Rapport)    |       |           | Spectateurs : 29 860 Arbitrage : Alexey Spirin | Spectateurs : 29 860 Arbitrage : Alexey Spirin |

| 11 juin 1992                      | Danemark  | 0 – 0 | Angleterre | Malmö Stadion, Malmö                               |                                                    |
| 20:15 · Historique des rencontres |           |       |            | Spectateurs : 26 385 Arbitrage : John Blankenstein | Spectateurs : 26 385 Arbitrage : John Blankenstein |
| 20:15 · Historique des rencontres | (Rapport) |       |            | Spectateurs : 26 385 Arbitrage : John Blankenstein | Spectateurs : 26 385 Arbitrage : John Blankenstein |

#### 2ejournée
| 14 juin 1992                      | Angleterre | 0 – 0 | France | Malmö Stadion, Malmö                         |                                              |
| 17:15 · Historique des rencontres |            |       |        | Spectateurs : 26 535 Arbitrage : Sándor Puhl | Spectateurs : 26 535 Arbitrage : Sándor Puhl |
| 17:15 · Historique des rencontres | (Rapport)  |       |        | Spectateurs : 26 535 Arbitrage : Sándor Puhl | Spectateurs : 26 535 Arbitrage : Sándor Puhl |

| 14 juin 1992                      | Suède      | 1 – 0 | Danemark | Råsunda, Stockholm                                |                                                   |
| 20:15 · Historique des rencontres | Brolin 58e |       |          | Spectateurs : 29 902 Arbitrage : Aron Schmidhuber | Spectateurs : 29 902 Arbitrage : Aron Schmidhuber |
| 20:15 · Historique des rencontres | (Rapport)  |       |          | Spectateurs : 29 902 Arbitrage : Aron Schmidhuber | Spectateurs : 29 902 Arbitrage : Aron Schmidhuber |

#### 3ejournée
| 17 juin 1992                      | Suède                     | 2 – 1 | Angleterre | Råsunda, Stockholm                                    |                                                       |
| 20:15 · Historique des rencontres | Eriksson 51e · Brolin 82e |       | Platt 4e   | Spectateurs : 30 126 Arbitrage : José Rosa dos Santos | Spectateurs : 30 126 Arbitrage : José Rosa dos Santos |
| 20:15 · Historique des rencontres | (Rapport)                 |       |            | Spectateurs : 30 126 Arbitrage : José Rosa dos Santos | Spectateurs : 30 126 Arbitrage : José Rosa dos Santos |

| 17 juin 1992                      | Danemark                | 2 – 1 | France    | Malmö Stadion, Malmö                               |                                                    |
| 20:15 · Historique des rencontres | Larsen 8e · Elstrup 78e |       | Papin 60e | Spectateurs : 25 673 Arbitrage : Hubert Forstinger | Spectateurs : 25 673 Arbitrage : Hubert Forstinger |
| 20:15 · Historique des rencontres | (Rapport)               |       |           | Spectateurs : 25 673 Arbitrage : Hubert Forstinger | Spectateurs : 25 673 Arbitrage : Hubert Forstinger |

#### Groupe 2
Les Néerlandais et les Allemands se qualifient en battant l'Écosse et en faisant match nul avec la CEI. La CEI réalise de belles performances face à l'Allemagne et aux Pays-Bas mais échoue lors de la dernière journée face à l'Écosse (0-3).
| Groupe 2 |           |     |   |   |   |   |    |    |      |
|          | Équipe    | Pts | J | G | N | P | BP | BC | Diff |
| 1        | Pays-Bas  | 5   | 3 | 2 | 1 | 0 | 4  | 1  | +3   |
| 2        | Allemagne | 3   | 3 | 1 | 1 | 1 | 4  | 4  | 0    |
| 3        | Écosse    | 2   | 3 | 1 | 0 | 2 | 3  | 3  | 0    |
| 4        | CEI       | 2   | 3 | 0 | 2 | 1 | 1  | 4  | -3   |

| 12 juin | Pays-Bas | 1 | 0 | Écosse    |
| 12 juin | CEI      | 1 | 1 | Allemagne |
| 15 juin | Écosse   | 0 | 2 | Allemagne |
| 15 juin | Pays-Bas | 0 | 0 | CEI       |
| 18 juin | Pays-Bas | 3 | 1 | Allemagne |
| 18 juin | Écosse   | 3 | 0 | CEI       |

##### 1rejournée
| 12 juin 1992                      | Pays-Bas     | 1 – 0 | Écosse | Ullevi, Göteborg                             |                                              |
| 17:15 · Historique des rencontres | Bergkamp 75e |       |        | Spectateurs : 35 720 Arbitrage : Bo Karlsson | Spectateurs : 35 720 Arbitrage : Bo Karlsson |
| 17:15 · Historique des rencontres | (Rapport)    |       |        | Spectateurs : 35 720 Arbitrage : Bo Karlsson | Spectateurs : 35 720 Arbitrage : Bo Karlsson |

| 12 juin 1992                      | CEI                    | 1 – 1 | Allemagne  | Idrottsparken, Norrköping                      |                                                |
| 20:15 · Historique des rencontres | Dobrovolski 64e (pen.) |       | Häßler 90e | Spectateurs : 17 410 Arbitrage : Gérard Biguet | Spectateurs : 17 410 Arbitrage : Gérard Biguet |
| 20:15 · Historique des rencontres | (Rapport)              |       |            | Spectateurs : 17 410 Arbitrage : Gérard Biguet | Spectateurs : 17 410 Arbitrage : Gérard Biguet |

##### 2ejournée
| 15 juin 1992                      | Allemagne                  | 2 – 0 | Écosse | Idrottsparken, Norrköping                     |                                               |
| 17:15 · Historique des rencontres | Riedle 29e · Effenberg 47e |       |        | Spectateurs : 17 638 Arbitrage : Guy Goethals | Spectateurs : 17 638 Arbitrage : Guy Goethals |
| 17:15 · Historique des rencontres | (Rapport)                  |       |        | Spectateurs : 17 638 Arbitrage : Guy Goethals | Spectateurs : 17 638 Arbitrage : Guy Goethals |

| 15 juin 1992                      | Pays-Bas  | 0 – 0 | CEI | Ullevi, Göteborg                                 |                                                  |
| 20:15 · Historique des rencontres |           |       |     | Spectateurs : 34 400 Arbitrage : Peter Mikkelsen | Spectateurs : 34 400 Arbitrage : Peter Mikkelsen |
| 20:15 · Historique des rencontres | (Rapport) |       |     | Spectateurs : 34 400 Arbitrage : Peter Mikkelsen | Spectateurs : 34 400 Arbitrage : Peter Mikkelsen |

##### 3ejournée
| 18 juin 1992                      | Pays-Bas                                  | 3 – 1 | Allemagne     | Ullevi, Göteborg                                    |                                                     |
| 20:15 · Historique des rencontres | Rijkaard 4e · Witschge 15e · Bergkamp 72e |       | Klinsmann 53e | Spectateurs : 37 725 Arbitrage : Pierluigi Pairetto | Spectateurs : 37 725 Arbitrage : Pierluigi Pairetto |
| 20:15 · Historique des rencontres | (Rapport)                                 |       |               | Spectateurs : 37 725 Arbitrage : Pierluigi Pairetto | Spectateurs : 37 725 Arbitrage : Pierluigi Pairetto |

| 18 juin 1992                      | Écosse                                          | 3 – 0 | CEI | Idrottsparken, Norrköping                           |                                                     |
| 20:15 · Historique des rencontres | McStay 7e · McClair 16e · McAllister 84e (pen.) |       |     | Spectateurs : 14 660 Arbitrage : Kurt Röthlisberger | Spectateurs : 14 660 Arbitrage : Kurt Röthlisberger |
| 20:15 · Historique des rencontres | (Rapport)                                       |       |     | Spectateurs : 14 660 Arbitrage : Kurt Röthlisberger | Spectateurs : 14 660 Arbitrage : Kurt Röthlisberger |

### Tableau final
|  | Demi-finales               | Demi-finales             |           |         | Finale                     | Finale                     |
|  | Demi-finales               | Demi-finales             |           |         | Finale                     | Finale                     |
|  |                            |                          |           |         |                            |                            |
|  | 21 juin - Råsunda, Solna   | 21 juin - Råsunda, Solna |           |         | 26 juin - Ullevi, Göteborg | 26 juin - Ullevi, Göteborg |
|  | 21 juin - Råsunda, Solna   | 21 juin - Råsunda, Solna |           |         | 26 juin - Ullevi, Göteborg | 26 juin - Ullevi, Göteborg |
|  | Suède                      | 2                        |           |         | 26 juin - Ullevi, Göteborg | 26 juin - Ullevi, Göteborg |
|  | Suède                      | 2                        |           |         | 26 juin - Ullevi, Göteborg | 26 juin - Ullevi, Göteborg |
|  | Allemagne                  | 3                        |           |         | 26 juin - Ullevi, Göteborg | 26 juin - Ullevi, Göteborg |
|  | Allemagne                  | 3                        | Allemagne | 0       |                            |                            |
|  | 22 juin - Ullevi, Göteborg |                          | Allemagne | 0       |                            |                            |
|  |                            | Danemark                 | 2         |         |                            |                            |
|  | Pays-Bas                   | Danemark                 | 2         | 2ap (4) |                            |                            |
|  | Pays-Bas                   |                          |           | 2ap (4) |                            |                            |
|  | Danemark                   | 2 tab(5)                 |           |         |                            |                            |
|  | Danemark                   | 2 tab(5)                 |           |         |                            |                            |

#### Demi-finales
Les Allemands s'imposent face à la Suède (3-2) et le Danemark élimine les Pays-Bas aux tirs au but (5-4).
| Entraîneur : |
| T.Svensson   |

| Entraîneur : |
| B.Vogts      |

| Entraîneur : |
| T.Svensson   |

| Entraîneur : |
| B.Vogts      |

| Entraîneur :     |
| R.Moller Nielsen |

| Entraîneur : |
| R.Michels    |

| Entraîneur :     |
| R.Moller Nielsen |

| Entraîneur : |
| R.Michels    |

#### Finale
Les Allemands, qui sont favoris, vont buter sur une défense danoise bien assemblée. Le Danemark, en réussite offensive, ne rate pas ses occasions et s'impose (2-0), remportant ainsi son premier titre majeur.
| Titulaires : |  |
| |  |
| 1 Bodo Illgner · 2 Stefan Reuter · 3 Andreas Brehme · 4 Jürgen Kohler · 6 Guido Buchwald · 14 Thomas Helmer · 8 Thomas Häßler · 16 Matthias Sammer 45e · 17 Stefan Effenberg 81e · 11 Karl-Heinz Riedle · 18 Jürgen Klinsmann · |  |
| Remplaçants : |  |
| 45e 10 Thomas Doll · 81e 13 Andreas Thom · |  |
| Entraîneur : |  |
| Berti Vogts |  |

| Titulaires : |  |
| |  |
| 1 Peter Schmeichel · 2 John Sivebæk 67e · 3 Kent Nielsen · 4 Lars Olsen · 6 Kim Christofte · 12 Torben Piechnik · 13 Henrik Larsen · 18 Kim Vilfort · 7 John Jensen · 9 Flemming Povlsen · 11 Brian Laudrup · |  |
| Remplaçants : |  |
| 67e 17 Claus Christiansen · |  |
| Entraîneur : |  |
| Richard Møller Nielsen |  |

| Titulaires : |  |
| |  |
| 1 Bodo Illgner · 2 Stefan Reuter · 3 Andreas Brehme · 4 Jürgen Kohler · 6 Guido Buchwald · 14 Thomas Helmer · 8 Thomas Häßler · 16 Matthias Sammer 45e · 17 Stefan Effenberg 81e · 11 Karl-Heinz Riedle · 18 Jürgen Klinsmann · |  |
| Remplaçants : |  |
| 45e 10 Thomas Doll · 81e 13 Andreas Thom · |  |
| Entraîneur : |  |
| Berti Vogts |  |

| Titulaires : |  |
| |  |
| 1 Peter Schmeichel · 2 John Sivebæk 67e · 3 Kent Nielsen · 4 Lars Olsen · 6 Kim Christofte · 12 Torben Piechnik · 13 Henrik Larsen · 18 Kim Vilfort · 7 John Jensen · 9 Flemming Povlsen · 11 Brian Laudrup · |  |
| Remplaçants : |  |
| 67e 17 Claus Christiansen · |  |
| Entraîneur : |  |
| Richard Møller Nielsen |  |

## Bilan

### Les 20 champions d'Europe
| Gardiens - Mogens Krogh - Peter Schmeichel | Défenseurs - Claus Christiansen - Kim Christofte - Kent Nielsen - Lars Olsen (C) - Torben Piechnik - John Sivebæk | Milieux - Henrik Andersen - Morten Bruun - John Jensen - Henrik Larsen - Johnny Mølby - Peter Nielsen - Kim Vilfort | Attaquants - Bent Christensen - Lars Elstrup - Torben Frank - Brian Laudrup - Flemming Povlsen |

### Joueur clé
L'UEFA a désigné le Danois Peter Schmeichel comme joueur clé de la compétition.

### Équipe du tournoi
| Gardiens         | Défenseurs                                                 | Milieux                                                  | Attaquants                       |
| ---------------- | ---------------------------------------------------------- | -------------------------------------------------------- | -------------------------------- |
| Peter Schmeichel | Jocelyn Angloma Laurent Blanc Jürgen Kohler Andreas Brehme | Ruud Gullit Stefan Effenberg Thomas Häßler Brian Laudrup | Dennis Bergkamp Marco van Basten |

### Meilleurs buteurs

#### 3 buts
- Henrik Larsen
- Karl-Heinz Riedle
- Dennis Bergkamp
- Tomas Brolin

#### 2 buts
- Jean-Pierre Papin
- Thomas Häßler
- Frank Rijkaard
- Jan Eriksson